# 龜山理平太
龜山理平太（かめやま りへいだ，1872年1月26日—1915年3月4日），日本岡山縣人，德島縣知事。

## 生平
明治四年十二月十七日（1872年1月26日）出生於岡山縣，為平民龜山吉郎三男，就讀山口高等學校。三十一年（1898年）7月東京帝國大學法科大學畢業，同年12月通過高等文官試驗，進入內務省土木局。
明治三十三年（1900年）10月27日就任山形縣警察部長，三十六年（1903年）6月20日改任長崎縣警察部長。三十八年（1905年）任韓國統監府警視，四十年（1907年）擔任釜山理事廳理事官。
明治四十三年（1910年）9月15日調任臺灣總督府，任民政部內務局長。四十四年（1911年）10月16日轉任民政部警察本署警視總長，同時兼任民政部地方部長至大正二年（1913年）7月1日，任內發生土庫事件。三年（1914年）5月9日代理民政部蕃務本署蕃務總長。
大正四年（1915年）1月8日就任德島縣知事。後於出席地方官會議歸途中，因病寄住在岡山縣御津郡今村兄長家，雖經過療養後仍於3月4日去世。